# Mehdi Labdouni
Mehdi Labdouni est un boxeur français né le 18 avril 1966 à Oran, Algérie, où il reste jusqu’à l’âge de cinq ans et demi.

## Biographie

### Jeunesse
C’est dans un quartier populaire de Fontenay-sous-Bois (Val-de-Marne) qu’il grandit avec son frère et sa sœur.
Mehdi débute tout d’abord une carrière de hockeyeur sur roulettes à l’âge de neuf ans ce qui lui permet de jouer en première division et d’être même sélectionné en Équipe de France.

### Carrière de boxeur
À la suite d'une suspension, il prend ses distances avec le hockey et rejoint la boxe, qu’il pratique en parallèle, et est remarqué par l’équipe de France.
Il affronte Guy Bellehigue, Stéphane Haccoun, Duke McKenzie, Steve Robinson, Harry Escott, Billy Hardy, Fabrice Bénichou mais est surtout le seul français à battre Stefano Zoff qui deviendra plus tard champion du Monde.
Mehdi Labdouni totalise 40 victoires, 2 matchs nuls et 11 défaites. Il est sacré deux fois champion d’Europe EBU des poids plumes au milieu des années 1990 et trois fois champion de France (poids plumes puis super-plumes).

### Reclassement et fonctions actuelles
Marié et père de trois enfants, il occupe actuellement la fonction d’aide-opérateur physique et sportif au sein de la ville de Fontenay-sous-Bois.

## Référence
1. ↑  (en) Présentation de Mehdi Labdouni (allboxingstats.com)